# Australski antarktički teritorij
Australski antarktički teritorij (eng. Australian Antarctic Territory, AAT) je dio Antartike pod upravom Australije, te je najveći dio Antaktike pod upravom neke države. Površina teritorija je 6,119,818 km², a nastanjuje ga samo osoblje istraživačkih postaja.

## Poštanske marke
Australija izdaje poštanske marke za Australski antarktički teritorij. Prva je izdana 1957. Sve su s temom Antartike, te sve vrijede u Australiji.